# استن درگانس
استن درگانس (اسلوونیایی: Verigar; زاده ۲۳ آوریل ۱۸۹۳ – درگذشته ۹ آگوست ۱۹۸۱) ژیمناستیک اهل یوگسلاوی بود.
از افتخارات وی میتوان به کسب مدال برنز پرش از خرک و بخش تیمی در بازی‌های المپیک تابستانی ۱۹۲۸ اشاره کرد.